# Servion
Servion − miejscowość i gmina (commune) w zachodniej Szwajcarii, w kantonie Vaud, w okręgu (district) Lavaux-Oron. Leży nad rzeką Carrouge. 1 stycznia 2012 do gminy przyłączono gminę Les Cullayes. 

## Demografia
W Servionie mieszka 2138 osób. W 2022 roku 17,5% populacji gminy stanowiły osoby urodzone poza Szwajcarią.

## Transport
Przez teren gminy przebiega droga główna nr 140.